# Erich Schulz (Reichsbanneraktivist)

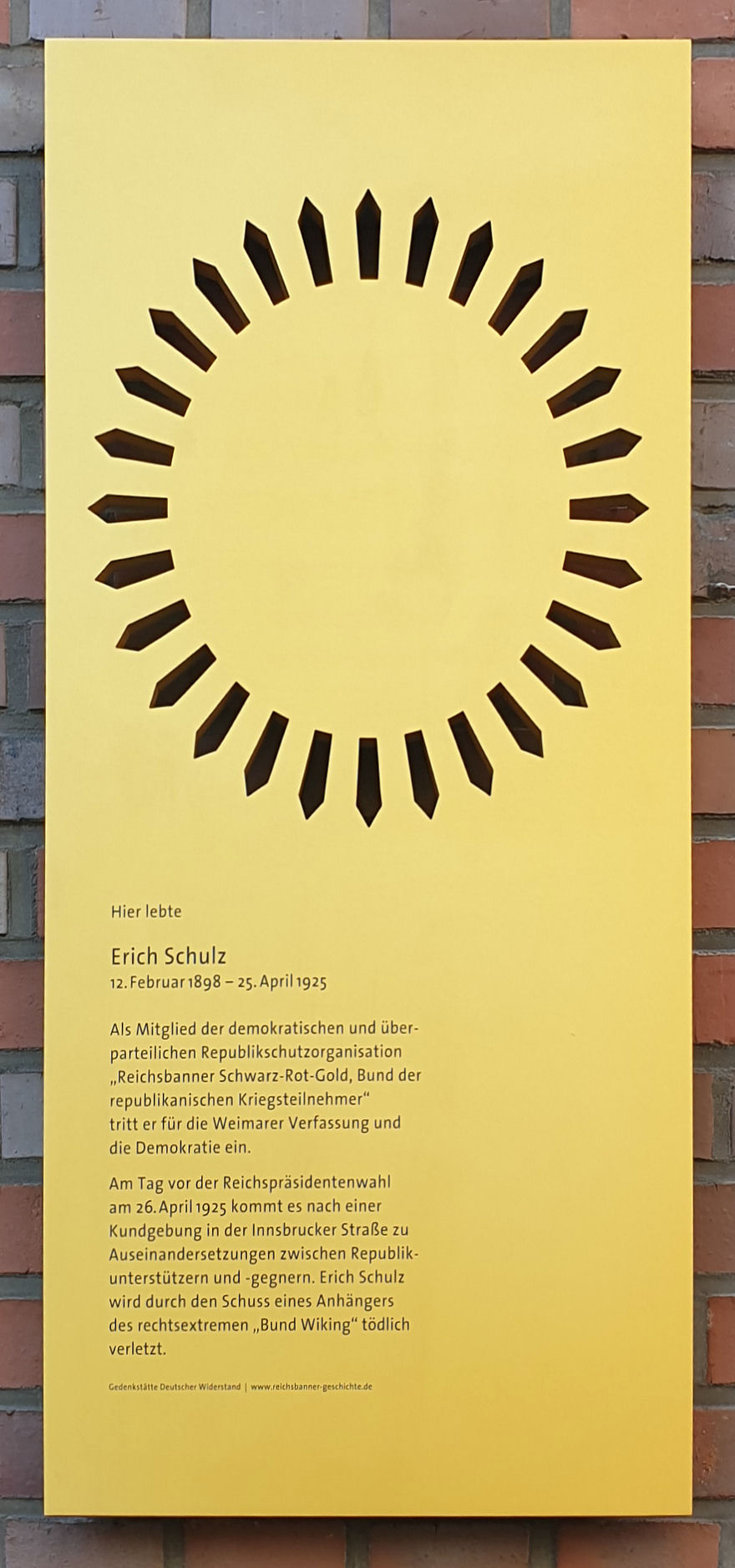
Gedenktafel am Haus, Trebbiner Straße 9, in Berlin-Kreuzberg

Erich Schulz (* 12. Februar 1898 in Berlin; † 25. April 1925 ebenda) war in der Weimarer Republik Mitglied der Republikschutzorganisation Reichsbanner Schwarz-Rot-Gold. Er war eines der ersten Opfer rechtsextremistischer Gewalt in Berlin.

## Leben
Der Lagerarbeiter Erich Schulz war Teilnehmer des Ersten Weltkrieges und wurde 1924 Mitglied im Reichsbanner Schwarz-Rot-Gold. Er lebte in Berlin-Kreuzberg (Trebbiner Straße 10). Als Parteiloser engagierte sich Schulz für die Weimarer Republik.
Im Zusammenhang mit der Reichspräsidentenwahl Ende April 1925 unterstützte die Kameradschaft Kreuzberg des Reichsbanners, in der Schulz organisiert war, den Zentrumspolitiker Wilhelm Marx, der für die drei demokratischen republikbefürwortenden Parteien (SPD, DDP, Zentrum) antrat. Am frühen Nachmittag des 25. April 1925 hielten rechtsextreme Republikgegner einen offenen Möbelwagen, auf dem sich Angehörige des Reichsbanners befanden, in der Innsbrucker Straße in Berlin-Schöneberg auf. Der 21-jährige Alfred Rehnig, Mitglied im rechtsextremen „Bund Wiking“, zog eine Waffe und verletzte Schulz schwer. Dieser erlag seinen schweren Verletzungen auf dem Weg ins Krankenhaus.
Am 2. Mai 1925 fand in der Trebbiner Straße eine große Trauerkundgebung für Schulz statt. Redner war unter anderem der Berliner SPD-Vorsitzende Franz Künstler. Ein großer Trauerzug durch Berlin-Kreuzberg endete auf dem Neuen Garnisonfriedhof (heute: Friedhof Columbiadamm). Dort hielt Dietrich Graue, Preußischer Landtagsabgeordneter der linksliberalen DDP, eine weitere Ansprache.
Der Schütze Alfred Rehnig, der später der NSDAP und der SS beitrat, wurde am 9. Juli 1925 vom Vorwurf der Körperverletzung mit tödlichem Ausgang vom Schwurgericht freigesprochen.

## Gedenken
Anlässlich des ersten Todestages von Erich Schulz am 25. April 1926 wurde ein vom Reichsbanner gestifteter Grabstein im Rahmen einer großen Kundgebung feierlich eingeweiht. Bis zum Beginn des Nationalsozialismus fanden am Grab von Schulz  regelmäßig große Gedenkveranstaltungen statt.
Der Grabstein auf dem Friedhof Columbiadamm ist heute noch erhalten und konnte im Jahr 2016 restauriert werden. Das Reichsbanner Schwarz-Rot-Gold e. V. und die Gedenkstätte Deutscher Widerstand organisieren dort seit 2017 jeweils am Jahrestag der Ermordung am 25. April eine Gedenkveranstaltung zu Ehren von Schulz. Die Veranstaltung versteht sich als Aufforderung zu aktivem demokratischem Engagement. Jedes Jahr kommen bei der Veranstaltung prominente Bundes- und Landespolitiker zu Wort. Im Jahr 2019 nahm unter anderem ein Ehrenposten des Wachbataillons der Bundeswehr teil, die sich auf die demokratische Tradition des historischen Reichsbanners Schwarz-Rot-Gold positiv bezieht.

## Belege
1. 1 2 3 4  Zu biografischen Details siehe Kurzbiografie auf der Website der Gedenkstätte Deutscher Widerstand und Reichsbanner e. V. (Memento des Originals vom 23. September 2020 im Internet Archive)  Info: Der Archivlink wurde automatisch eingesetzt und noch nicht geprüft. Bitte prüfe Original- und Archivlink gemäß Anleitung und entferne dann diesen Hinweis. und Einladung zur Gedenkveranstaltung im Jahr 2019 mit Kurzbiografie und Gedenkstätte Deutscher Widerstand: Für Freiheit und Republik! Das Reichsbanner Schwarz-Rot-Gold im Kampf für die Demokratie 1924 bis 1933, Berlin 2018, S. 3 ff., 118 ff.
2. ↑  Siehe: Einladung und Pressemitteilung: Gedenkstunde und Vortragsabend am 25. April 2017.
3. ↑  Siehe den Bericht: Gedenken an Erich Schulz und Schaudepot eröffnet (2019).

| Personendaten    | Personendaten                  |
| ---------------- | ------------------------------ |
| NAME             | Schulz, Erich                  |
| KURZBESCHREIBUNG | deutscher Reichsbanneraktivist |
| GEBURTSDATUM     | 12. Februar 1898               |
| GEBURTSORT       | Berlin                         |
| STERBEDATUM      | 25. April 1925                 |
| STERBEORT        | Berlin                         |